# Aïn Hanech
Aïn Hanech è un sito archeologico preistorico che si trova circa sette chilometri a nord di El Eulma nella provincia di Sétif in Algeria.

## Descrizione
In questo sito archeologico sono stati recuperati numerosi strumenti litici olduvaiani che risalgono fino a 1,77 milioni di anni fa (l'ipotesi che il sito possa datarsi a 2.4 milioni di anni fa, non è uniformemente accettata).
Il sito fu descritto scientificamente per la prima volta nel 1947 dall'antropologo francese Camille Arambourg. Vicino ad Aïn Hanech successivamente furono scoperti i siti archeologici di Aïn Boucherit, El-Kherba e El-Beidha. Mentre le esplorazioni superficiali ebbero luogo all'inizio degli anni '50, gli scavi sistematici seguirono solo a partire dal 1992.
Questi scavi, condotti dal dottor Mohamed Sahnouni, hanno prodotto un gran numero di manufatti olduvaiani e fossili di animali ben conservati, perché sigillati in sedimenti di grana fine, fornendo un'eccellente documentazione della prima occupazione da parte degli ominidi di questa parte del continente africano.
Uno studio del 2018 ha riporta la scoperta di circa 250 strumenti litici e 296 ossa di animali provenienti dal sito; oltre 20 di queste ossa di animali presentano segni di taglio che dimostrano che sono state scuoiate, scarnificate o triturate per ricavarne il midollo. Le scaglie a spigoli vivi e i nuclei rotondi, realizzati in pietra calcarea e selce, somigliano a quelle olduvaiane trovate nell'Africa orientale.
L'industria litica è analoga a quella ritrovata nei siti archeologici degli altipiani dell'Africa orientale, volta a produrre utensili adatti alla macellazione degli animali e all'estrazione del midollo.
Dal punto di vista geologico, il sito oggetto di diverse campagne di ricerca, ha dato evidenza di sette livelli geologici, che vanno da 3.8 a 1.7 milioni di anni fa; in tre di questi livelli, i reperti sono stati associati alla cultura olduvaiana, mentre in uno i reperti sono riferibili alla cultura acheuleana.